# Sztadlan
Sztadlan – reprezentant gmin żydowskich lub rzecznik interesów Żydów.
W okresie I Rzeczypospolitej sztadlan był rzecznikiem Sejmu Czterech Ziem.
Sztadlanami nazywano także przedstawicieli gmin żydowskich przysyłanych na Sejm walny lub sejmiki ziemskie w celu niedopuszczenia, również drogą przekupstwa posłów, do podjęcia uchwał niekorzystnych dla Żydów, przede wszystkim w sferze podatkowej.